# Toxeus hirsutipalpi
Toxeus hirsutipalpi es una especie de araña saltarina del género Toxeus, familia Salticidae. Fue descrita científicamente por Edmunds & Prószyński en 2003.
Habita en Malasia, Singapur e Indonesia (Bali).